# PITX1
PITX1‏ (Paired like homeodomain 1) هوَ بروتين يُشَفر بواسطة جين PITX1 في الإنسان.